# Шабрери, Андре
Андре Шабрери (фр. André Chabrerie; род. 1956 году) — французский конькобежец, специализирующаяся в шорт-треке. Бронзовый призёр в абсолютном зачёте чемпионата мира 1976 года. Двукратный чемпион Франции 1977 и 1979 годов. Первый французский конькобежец, призёр чемпионатов мира по шорт-треку.

## Спортивная карьера
Андре Шабрери впервые выступил в качестве юниора до 15 лет на чемпионате Парижа по конькобежному спорту в мае 1971 года и занял 1-е место по сумме мини-многоборья. Уже в 1972 году он стартовал на чемпионате Франции среди юниоров в Гренобле, а через год стал бронзовым призёром в многоборье. В 1975 году выиграл юниорский чемпионат страны и в 1976 году дебютировал на взрослом чемпионате Франции, заняв 2-е место в многоборье. В том же году участвовал на чемпионате мира среди юниоров.
Кроме того 20-летний Шабрери выступал на первом чемпионате мира по шорт-треку в американском Шампейне, где выступал на дистанциях 1000 метров и 1500 метров. На 1500 метров он вышел в финал, но занял 4-е место. Это позволило ему выйти в финал на 3000 метров, и он смог победить на этой дистанции. Набранных очков ему хватило, чтобы выиграть бронзу в абсолютном зачёте первого чемпионата мира.
В следующем году во Франции проходил первый национальный чемпионат по шорт-треку и Андре его выиграл. На 2-м неофициальном чемпионате мира в Гренобле он занял 5-е место в многоборье. В 1979 году он повторил свой результат, став двукратным чемпионом Франции.